# Революційна військова рада
Революційна військова рада (РВР), реввоєнрада — найвищий колегіальний орган управління та політичного керівництва РСЧА РСФРР та СРСР у 1918–1934 роках. Створено на підставі постанови ВЦВК від 2 вересня 1918 року про перетворення Радянської Республіки на військовий табір.

## Історія

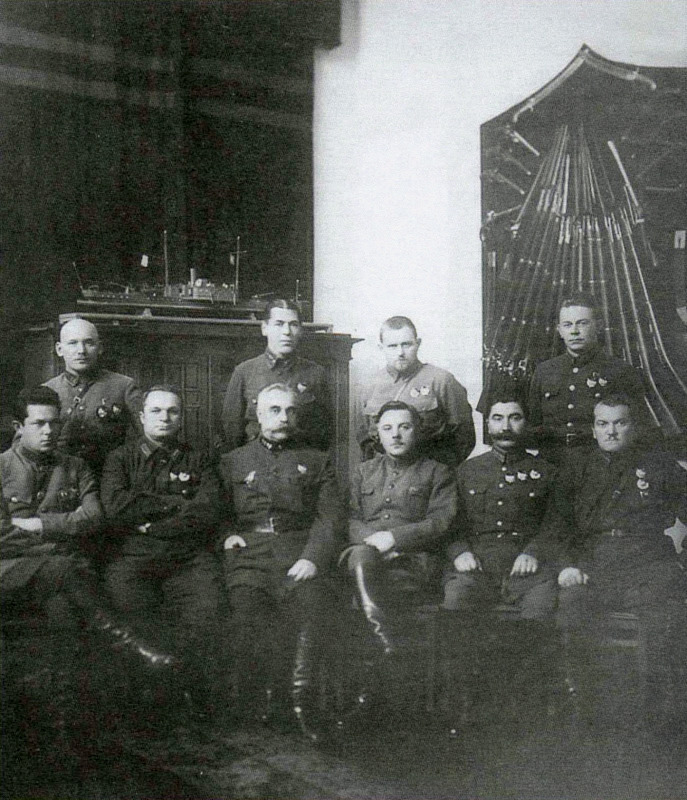
Члени Реввоєнради СРСР. Грудень 1927

Членів РВР подавав ЦК РКП(б) і затверджувала Рада народних комісарів. Кількість членів Ради була не сталою та становила, не рахуючи голови, його заступників та головнокомандувача, від 2 до 13 осіб. Разом за час існування РВР її членами були 52 особи.
Головою РВР був нарком військових та морських справ. До його функцій входив контроль за правильністю упровадження політики РКП(б) у військовому будівництві.
Керівництво й управління Червоною Армією РВР здійснювала через підпорядковані їй штаби та управління:
- Управління справами РВР
- Польовий штаб Реввійськради Республіки
- Всеросійський головний штаб
- Всеросійське бюро військових комісарів (згодом Політвідділ та політичне управління РВР)
- Найвищу військову інспекцію
- Центральна управа постачання
- Морський відділ
- Військово-революційний трибунал
- Військово-законодавчу раду тощо.

Постановою ЦВК та РНК СРСР від 20 червня 1934 року РВР було розформовано.

## Склад

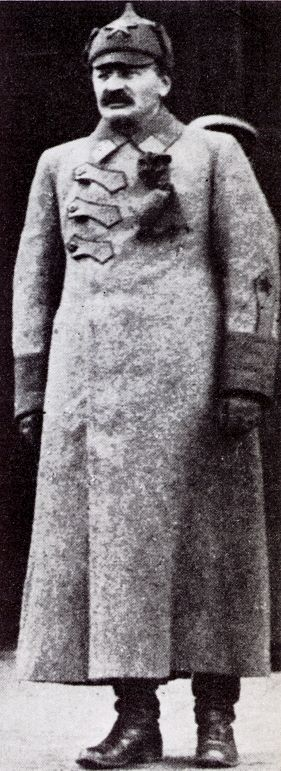
Лев Троцький — перший голова РВР, 1919

### Голови
1. Троцький Лев Давидович (6 вересня 1918 — 26 січня 1925)
2. Фрунзе Михайло Васильович (26 січня 1925 — 31 жовтня 1925)
3. Ворошилов Климент Єфремович (6 листопада 1925 — 20 червня 1934)

### Заступники голови
1. Склянський Ефраїм Маркович (22 жовтня 1918 — 11 березня 1924)
2. Фрунзе Михайло Васильович (11 березня 1924 — 26 січня 1925)
3. Уншліхт Йосип Станіславович (6 лютого 1925 — 2 червня 1930)
4. Лашевич Михайло Михайлович (6 листопада 1925 — 20 травня 1927)
5. Каменєв Сергій Сергійович (20 червня 1927 — 20 червня 1934)
6. Гамарник Ян Борисович (2 червня 1930 — 20 червня 1934)
7. Уборевич Ієронім Петрович (2 червня 1930 — 11 червня 1931)
8. Тухачевський Михайло Миколайович (11 червня 1931 — 20 червня 1934)

### Головнокомандувачі
1. Вацетіс Йоакім Йоакімович (6 вересня 1918 — 8 липня 1919)
2. Каменєв Сергій Сергійович (8 липня 1919 — 28 квітня 1924)

### Члени
1. Кобозєв Петро Олексійович (6 вересня 1918 — 27 квітня 1919)
2. Мехоношин Костянтин Олександрович (6 вересня 1918 — 8 липня 1919)
3. Раскольников Федір Федорович (6 вересня 1918 — 27 грудня 1918)
4. Данішевський Карл Юлій Христіанович (6 вересня 1918 — 27 квітня 1919)
5. Смирнов Іван Микитович (6 вересня 1918 — 8 липня 1919)
6. Розенгольц Аркадій Павлович (30 вересня 1918 — 8 липня 1919, 28 серпня 1923 — 10 грудня 1924)
7. Аралов Семен Іванович (30 вересня 1918 — 8 липня 1919)
8. Юренєв Костянтин Костянтинович (30 вересня 1918 — 8 липня 1919)
9. Подвойський Микола Ілліч (30 вересня 1918 — 8 липня 1919)
10. Альтфатер Василь Михайлович (15 жовтня 1918 — 24 квітня 1919)
11. Невський Володимир Іванович (30 вересня 1918 — 10 травня 1919)
12. Антонов-Овсієнко Володимир Олександрович (30 вересня 1918 — 10 травня 1919, 4 серпня 1922 — 5 лютого 1924)
13. Смілга Івар Тенісович (8 травня 1919 — 24 березня 1923)
14. Риков Олексій Іванович (8 липня 1919 — вересень 1919)
15. Окулов Олексій Іванович (3 січня 1919 — 8 липня 1919)
16. Лебедєв Павло Павлович (20 березня 1923 — 2 лютого 1924)
17. Курський Дмитро Іванович (2 грудня 1919 — 5 січня 1921)
18. Сталін Йосип Віссаріонович (8 жовтня 1918 — 8 липня 1919, 18 травня 1920 — 1 квітня 1922)
19. Гусєв Сергій Іванович (21 червня 1919 — 4 грудня 1919, 18 травня 1921 — 28 серпня 1923)
20. Данилов Степан Степанович (28 серпня 1923 — 2 лютого 1924)
21. Брюханов Микола Павлович (7 лютого 1923 — 28 серпня 1923)
22. Фрунзе Михайло Васильович (24 березня 1923 — 11 березня 1924)
23. Будьонний Семен Михайлович (28 серпня 1923 — 20 червня 1934)
24. Богуцький Вацлав Антонович (28 серпня 1923 — 2 лютого 1924)
25. Еліава Шалва Зурабович (28 серпня 1923 — 21 листопада 1925)
26. Мясников Олександр Федорович (28 серпня 1923 — 23 березня 1925)
27. Інагаджан Хідир-Алієв (28 серпня 1923 — 21 листопада 1925)
28. Везіров Гейдар Садик огли (28 серпня 1923 — 2 лютого 1924)
29. Уншліхт Йосип Станіславович (28 серпня 1923 — 6 листопада 1925)
30. Орджонікідзе Григорій Костянтинович (2 лютого 1924 — 26 лютого 1927)
31. Каменєв Сергій Сергійович (28 квітня 1924 — 20 травня 1927)
32. Ворошилов Климент Єфремович (2 лютого 1924 — 6 листопада 1925)
33. Бубнов Андрій Сергійович (2 лютого 1924 — 1 жовтня 1929)
34. Лашевич Михайло Михайлович (2 лютого 1924 — 6 листопада 1925)
35. Алі-Гейдар Караєв (2 лютого 1924 — 21 листопада 1925)
36. Єгоров Олександр Ілліч (10 травня 1924 — 20 червня 1934)
37. Затонський Володимир Петрович (10 травня 1924 — 21 листопада 1925)
38. Асаткін Олександр Миколайович (10 травня 1924 — 3 грудня 1924)
39. Зоф В'ячеслав Іванович (2 грудня 1924 — 20 серпня 1926)
40. Єремєєв Костянтин Степанович (2 грудня 1924 — 21 листопада 1925)
41. Адамович Йосип Олександрович (3 грудня 1924 — 21 листопада 1925)
42. Тухачевський Михайло Миколайович (7 лютого 1925 — 11 червня 1931)
43. Баранов Петро Йонович (21 березня 1925 — 28 червня 1931)
44. Лукашин Сергій Лук'янович (26 травня 1925 — 21 листопада 1925)
45. Муклевич Ромуальд Адамович (20 серпня 1926 — 31 грудня 1933)
46. Постніков Олександр Михайлович (3 травня 1927 — 1 серпня 1930)
47. Гамарник Ян Борисович (11 жовтня 1929 — 2 червня 1930)
48. Якір Йона Еммануїлович (3 червня 1930 — 20 липня 1934)
49. Уборевич Ієронім Петрович (11 червня 1931 — 20 червня 1934)
50. Орлов Володимир Митрофанович (20 червня 1931 — 20 червня 1934)
51. Алксніс Яків Іванович (20 червня 1931 — 20 червня 1934)
52. Ейдеман Роберт Петрович (26 лютого 1932 — 20 червня 1934)
53. Халепський Інокентій Андрійович (26 лютого 1932 — 20 червня 1934)
54. Ликов Михайло Євгенович (1 квітня 1932 —)

## У літературі
«Р. В. С.» (рос. Революционный военный совет, РВС) — так називався перший твір для дітей радянського письменника Аркадія Гайдара.